# Overlegplatform Kleine Onderwijsverstrekkers
Het OKO of Overlegplatform Kleine Onderwijsverstrekkers is het overlegorgaan voor bepaalde, niet bij een grote overkoepelende onderwijsorganisatie aangesloten scholen binnen het vrij onderwijs in Vlaanderen.
Het OKO is overlegplatform voor de volgende onderwijskoepels: het Vlaams Onderwijs Overleg Platform (VOOP), de Federatie voor Onafhankelijke Pluralistische Emancipatorische Methodescholen (FOPEM), de Federatie van Rudolf Steinerscholen en de Raad van inrichtende machten van het protestants-christelijk onderwijs (IPCO).